# Abbaye Notre-Dame de Bellavaux de Charenton
 (juillet 2025).
Si vous disposez d'ouvrages ou d'articles de référence ou si vous connaissez des sites web de qualité traitant du thème abordé ici, merci de compléter l'article en donnant les références utiles à sa vérifiabilité et en les liant à la section « Notes et références ».
L'abbaye Notre-Dame de Bellavaux est une abbaye bénédictine féminine située à Charenton-du-Cher, dans le Cher.

## Histoire
À son origine, en 620 par Theodulf Babolein et Saint Chalans, avait suivi la règle de saint Colomban. 
Le premier établissement portant alors le nom de Bellavalle fut établi en 620 à Charenton. Plusieurs incendies - marques de feu, guerre - ont fait perdre le titre primordial de la fondation et tous les titres jusqu'au XIIe siècle. La fondation est confirmée par l'archevêque de Bourges Pierre de La Châtre en 1154. La première abbesse connue est Agnès (vers 1130 - 1177). Les papes Eugène III et Alexandre III confirment les biens de l'abbaye ainsi que l'archevêque de Bourges Pierre de Sully.

Séjour de la Mère Marguerite d’Arbouze en juillet 1626
En 1626, Madame de Rochechouard de Jars, sœur professe de l’abbaye de Charenton en Bourbonnais, sous le nom de Madeleine de Jesus, s’était retirée avec l’autorisation du Pape à la Charité pour y fonder le prieuré du Mont de Piété. Elle était accompagnée des dames de Château-Bodeau, sœurs également de Charenton avec qui elle voulait vivre en communauté sous l’étroite observance de la règle du Val de Grâce. Pour compléter l’effectif fixé à 12, Magdeleine de Rochechouart demanda à l’évêque de Paris de lui envoyer des religieuses du Val-de-Grâce. La révérente Mère d’Arbouze fut autorisée à aller visiter ce nouveau monastère accompagnée de trois religieuses de chœur, sœur Marie de Burges, sœur Catherine de Compas, sœur Marguerite du Four et sœur Thomasse le Queux converse. La Mère d’Arbouze était déclarée supérieure de ce prieuré avec pouvoir d’aller visiter les autres maisons où elles seraient demandées pour y faciliter l'implantation de la réforme. Ces dames arrivèrent à la Charité le 4 mai 1626.
L’abbaye de Charenton en Berry était dans un grand désordre. Elle était composée de trente ou quarante filles fort divisées entre elles. Plusieurs tenaient le parti de l’abbesse Anne de Montigny et de Marguerite de Montigny sa coadjutrice, plusieurs étaient révoltées contre elles. L’abbesse et la coadjutrice souhaitaient y établir la Réforme. Elles écrivirent souvent à la Mère d’Arbouze, depuis qu’elle fut à La Charité, pour la prier d’y venir elle-même. La Mère d’Arbouze, sachant le mauvais état de ce monastère, ne voyait aucune espérance d’y faire du bien. La Maréchale de Montigny obtint la permission de visite de l’Archevêque de Bourges, diocésain de Charenton. La Mère d’Arbouze se résolut donc à partir, après avoir été à La Charité les mois de mai et de juin. Ce fut le 2 juillet 1626 qu’elle se mit en chemin, menant avec elle la Mère Marie de Burges, la sœur Thomasse le Queux, Madame Langlois, M Ferrage et un domestique. Tout semblait s’opposer à ce voyage. La veille trois chevaux du carrosse avaient été noyés et il avait fallu emprunter ceux de la Maréchale de Montigny. La Mère d’Arbouze avait eu une grande fièvre la nuit précédente : les chemins étaient fort mauvais, le guide ignorant, les chevaux harassés, toute la compagnie triste et découragée. En un lieu nommé Montfaucon, le carrosse s’engagea entre deux roches, et pour en sortir, il fallut dételer les chevaux, et tirer les religieuses par-dessus les portières pendant une grande pluie. Ils s’arrêtèrent là dans un méchant logis, où les sœurs préparèrent ce qu’elles avaient pu trouver pour dîner. Ils continuèrent leur chemin avec le même dégoût. A Nérondes, la fièvre la prit, ou plutôt lui redoubla, et lui dura toute la nuit, néanmoins ils reprirent leur voyage. Le chemin ne fut pas meilleur que le premier jour ; le carrosse fut extraordinairement secoué par des montées et des descentes, des pierres et des racines. On s’arrêta un peu à Charly, monastère de filles de l’ordre de Saint Benoît. Enfin, ils arrivèrent à Charenton ce même jour. Avant d’entrer dans le couvent, elle demanda le confesseur pour prendre sa bénédiction, mais on ne le trouva pas. L’abbesse, la coadjutrice et les autres religieuses qui désiraient la réforme la reçurent avec joie, et la mère de Burges ayant averti l’abbesse qu’elle était dans une fièvre violente, on la laissa reposer.
Réforme de Charenton
Quelques jours après, malgré son état, elle commença à travailler avec grand courage et efficacité car presque toutes les professes désirèrent la réforme avec ardeur. Toute malade qu’elle était, elle ne laissait pas de son lit de parler aux religieuses et même de leur apprendre le chant. Elle sut que la semence de la division de ce monastère étaient certains papiers que gardaient le curé du lieu et qu’il n’avait jamais voulu donner à personne quelque prière qu’on lui en eût faite. Elle demanda à M Ferrage d’aller prier M le curé de les lui ramener. Les papiers ayant été portés à la Mère d’Arbouze, elle les fit tous brûler.  Ces obstacles levés, la Mère d’Arbouze proposa à l’abbaye d’établir une entière réforme c'est-à-dire de mettre des grilles, de faire vivre en communauté toutes les religieuses et de former un noviciat. L’abbesse y consentit et commença à y travailler. Les religieuses prirent grande confiance en la Mère d’Arbouze. Elles lui ouvraient leurs conscience, elles lui obéissaient jusques dans les moindres choses, comme de ne pas aller au parloir sans voile ou sans robe retroussée. Elles remarquaient tout ce qu’elle faisait et tout ce qu’elle disait, pour l’imiter, admirant particulièrement son humilité et sa douceur. Quoiqu’elles fussent accoutumées à des manières fort libres et peu exercées aux actions de charité, elles étaient ravies de lui rendre quelque service. Chacune voulait avoir quelque chose qui lui eut servi, ou qu’au moins elle eut touchée : l’une prenait son godet de terre, l’autre sa cuillère, d’autres gardaient le sang qu’on lui avait tiré. La réputation de sa sainteté s’étendait même au-dehors : plusieurs malades de la ville venaient à l’abbaye, et priaient M Ferrage d’obliger la Mère d’Arbouze à leur donner sa bénédiction quand elle serait à l’église. Un malade s’en trouva bien et pour l’autre on n’en a pas su de nouvelles.
La Mère d’Arbouzes ayant été à Charenton près de trois semaines et voyant qu’elle avait fait ce qu’elle pouvait faire alors, elle songea à se retirer, d’autant plus que le médecin disait que l’air de Charenton lui était mortel. Elle partit le 21 juillet, nonobstant les inondations qui étaient extraordinaires cet été là. Les religieuses de Charenton lui voulurent faire promettre qu’elle leur enverrait du Val de Grâce des filles pour les conduire dans la Réforme. Elle leur répondit : quand vous aurez établi vos grilles, votre communauté, votre noviciat et que vous observerez la régularité, je prierai ma Révérente Mère Abbesse de vous en donner. Elles lui dirent adieu avec beaucoup de larmes et lui demandèrent sa bénédiction à genoux. Le curé pleurait aussi et l’accompagna autant de chemin qu’il crut être nécessaire pour le danger des eaux. Elle alla loger à Dun le roi et le lendemain à Séry. 
Dernière maladie de la Mère d’Arbouze
Sa maladie l’obligea à prolonger son séjour à Séry chez Madame la Maréchale de Montigny.  Elle reçut une lettre de l’abbesse de Charenton qui témoignait peu de fermeté dans la réforme. La Mère d’Arbouze était alors fort mal et avait le bras droit si enflé qu’elle ne pouvait écrire. Elle pria M Ferrage d’écrire pour elle. Il les exhorta à la persévérance, les menaçant de la colère de Dieu. Cette lettre fut rendue à Charenton le 6 août sur le soir et à dix heures le feu prit à la maison des religieuses et fut si violent que l’église fut brûlée, les cloches fondues, tout le monastère consumé ; hors l’infirmerie où la Mère d’Arbouze avait logé. La Maréchale de Montigny en fut aussitôt avertie et le dit à la Mère d’Arbouze. Le 16 août, M Ferrage voyant qu’elle s’en allait lui donna l’extrême-onction… Elle rendit l’âme doucement ce même jour sur le midi. Elle était âgée de quarante-six ans dont elle avait passé trente-sept en religion. Opuscules de M l’abbé Fleury, prieur d’Argenteuil et confesseur du roi Louis XIV.
Démantèlement de l'abbaye : Aliénation des biens nationaux : 1791 vente des biens mobiliers, en août 1792 vente des cloches, en septembre évacuation du couvent par les religieuses, en 1793 martèlement des écussons, en mai vente des biens meubles de l'appartement de l'abbesse, installation du comité de surveillance jusqu'au 10 octobre 1797, en 1794 division en lots de l'enclos abbatial, en 1795 vente de l'enclos abbatial à Pierre Barbarin pour 15 570 francs, en 1817 les pierres brisées provenant de la démolition de l'abbatiale servent à remettre en état les chemins et la butée du pont de pierre.

## Revenus
Dons en argent, en terres ou en bâtiments - dîmes - rentes et héritages - jugements, droit de suite, de mainmorte, four banal, tailles abandonnées… Les seigneurs de Charenton font don des fossés, de l'eau et des fruits entre la poterne et la porte St Priest, la moitié des étaux de la ville. Par testament, Mathilde de Charenton leur donne 10 livres fortes de rente à prendre sur les péages et boutages de Charenton… Ces revenus permettent aux abbesses d'acquérir fermes, moulins et terres. En 1569, les revenus de l'abbesse sont estimés à 3 000 livres par Nicolas de Nicolay (générale description du Bourbonnais).

## Effectifs
Ils sont fixés par l'archevêque de Bourges puis confirmés par le pape Innocent III en 1203 soit 40 religieuses dont 33 professes. Au XVIe siècle, lors de la réforme de Chezal Benoït, ils seront réduits à 27 professes et 8 blanches.

## Bâtiments conventuels
Fondations colombaniennes en Berry : des fondations berrichonnes, la première nommée est celle d'un monastère à Bourges par une femme du nom de Bertoare (ND de Sales). Les trois autres sont l'œuvre de Théodulfe surnommé Babolein. Le premier établissement, portant alors le nom de Bellavalle fut établi en 620 à Charenton. Plusieurs incendies - marques de feu, guerre - ont fait perdre le titre primordial de la fondation et tous les titres jusqu'au XIIe siècle. La fondation est confirmée par l'archevêque de Bourges Pierre de Sully en 1154. 
La vente du 28 prairial an IV de l'enclos abbatial donne un descriptif des différents bâtiments composant l'abbaye à savoir une maison conventuelle composée d'une avant-cour entourée de murs ayant une porte charretière avec porcheries, écuries, vacheries, bergerie et une grange attenante, un corps de bâtiment comprenant un escalier en bois avec 9 chambres au premier étage et 13 chambres sans cheminée au second, un second bâtiment faisant suite avec grande cuisine, un office, un cuvier et une boulangerie… La partie haute est constituée d'une terrasse avec une grange appelée orangerie…
L'enclos abbatial est délimité au sud par la Marmande une rivière qui traverse le Berry, sa limite nord était constituée par la rue Blanche qui va de nos jours à la chapelle de Notre Dame de Grâce. À l'ouest se trouvait la porte Saint-Priest et la rue descendant vers le pont de pierre.
Cette abbaye était un lieu fermé par murs et grilles pour éviter aux novices, religieuses et pensionnaires tout contact avec l'extérieur. On pénétrait dans l'abbaye par deux portes charretières.

## Abbesses
Parmi les 29 abbesses qui se sont succédé, quatre ont marqué l'histoire de l'abbaye. Deux furent des bâtisseuses (Magdeleine de Chazeron - 1518 - 1524 - Renée de Mesgrigny - 1675 - 1697), une pour la durée de son abbatiat (Gilberte de Beauverger de Montgon - 1739 - 1771) et la quatrième car elle fut la dernière (Marie-Anne Bertrand de Beaumont de Richemont - 1784 - 1792). Madeleine d'Amboise fut à la fois abbesse de Bellavaux et de Saint-Menoux, elle légua ses fonctions à sa nièce Marie de Rochechouart pour se consacrer à l'abbaye de Saint-Menoux.

### XIIesiècle
- 1147-1187 : Agnès - une bulle du pape Eugène III prend le monastère de Charenton sous sa protection
- 1187-1209 : Adélaïde - de son temps Henri, archevêque de Bourges, dédia l'église

### XIIIesiècle
- 1209-1240 : Ermengarde
- 1240-1266 : Sybille Ire
- 1266-1306 : Isabelle Ire

### XIVesiècle
- 1306-1312 : Isabelle II de Culant
- 1312-1315 : Sybille II
- 1315-1345 : Marguerite Ire de Sancerre, élue abbesse dès 1315, elle meurt en 1345. Elle était la fille de Jean II, comte de Sancerre et tante du futur Connétable de France Louis de Sancerre. Elle défendit avec fermeté les droits de son couvent, même contre les prétentions de sa propre famille. Elle finit par obtenir en 1334 une transaction avantageuse de son frère, Jean, le comte de Sancerre, également seigneur de Charenton.
- 1345-1360 : Jeanne Ire de Vailly (ou de Vaillac). Après la mort de Marguerite de Sancerre, les Dames composant la communauté s’assemblent au Chapitre le mercredi après la fête de saint Marc pour délibérer du jour où procéder à l’élection d’une nouvelle abbesse et arrête ce jour au jeudi après la fête de la Pentecôte. Les moniales étaient 43 à prendre part au vote et il y avait 11 absentes
- 1360-1371 : Marie Ire de Sancerre, elle est la nièce de Marguerite de Sancerre, abbesse précédente.
- 1371-1378 : Blanche de Saint-Julien, d'une famille distinguée de la Marche
- 1378-1378 : Superana de Cros (ou Souveraine de Cros), elle fut transférée à l'abbaye Saint-Laurent de Bourges où elle devint abbesse. Elle est la nièce du pape Clément VI
- 1378-1401 : Catherine Ire Le Cellerier, elle obtient ses bulles de nomination de Clément VII en 1381 dans la 3e année de son abbatiat du pape schismatique Clément VII.
- 1401-1404 : Jeanne II de Treffort

### XVesiècle
- 1401-1436 : Marguerite II de Treffort, Sœur de Jeanne de Treffort, on la trouve abbesse en 1404 jusqu’en 1445 où elle démissionne en faveur de Madame de Bazerne. Elle aurait régné 38 ou 39 ans et octogénaire elle survécut encore 10 ans après sa démission
- 1436-1461 : Jeanne III de (Toucy) Bazerne, abbesse en 1436, elle meurt le 20 mai 1461. Il semble qu’elle ait été la veuve d’un certain chevalier Malescuto. Elle devient abbesse à la suite de la démission de Marguerite de Treffort approuvée par le pape le 7 septembre 1435 - armoiries : de gueules à 3 peaux de vair au chef d’or chargé d’une fleur de lys au pied nourri de gueules.
- 1461-1497 : Madeleine Ire de Clermont d’Amboise [2] Elle résigne en faveur de sa nièce en 1497 et ne fut plus qu'abbesse de Saint-Menoux jusqu'en 1500.

### XVIesiècle
- 1497-1518 : Marie II de Rochechouart-Mortemart[3],[4] Elle fit unir les prieurés à la mense conventuelle, embrassa la réforme de Chezal-Benoît, envoya six de ses religieuses à Saint-Laurent-de-Bourges. Elle meurt au mois de février 1518
- 1518-1529 : Madeleine II de Chazeron, elle meurt le 23 février 1529.
- 1539-1551 : Madeleine III des Aages, elle se démit en 1550
- 1551-1583 : Jeanne IV des Aages, elle meurt en 1583
- 1583-1630 : Anne de La Grange de Montigny, elle eut Madeleine, sa sœur, comme coadjutrice en 1618

### XVIIesiècle
- 1630-1660 : Marguerite III de La Grange de Montigny, sœur d'Anne de la Grange de Montigny, elle meurt après un gouvernement de 29 ans. Elle retire le couvent de la congrégation de Saint-Maur
- 1660-1674 : Marie III de Culant, elle meurt en 1674
- 1674-1675 : Catherine II de La Rochefoucauld. Le mauvais état de ce monastère l'engagea à se démettre, elle fut transférée au Paraclet.
- 1675-1698 : Renée de Mesgrigny[5]

### XVIIIesiècle
- 1698-1739 : Marie IV Louise de Cordeboeuf de Beauverger de Montgon
- 1739-1739 : Catherine III de Cordeboeuf de Beauverger de Montgon
- 1739-1771 : Gilberte de Cordeboeuf de Beauverger de Montgon
- 1771-1792 : Marie-Anne Bertrand de Beaumont de Richemont